# Cataratas Musonda
Las cataratas Musonda son unos saltos de agua del río Luongo situados a unos 60 kilómetros de Mansa (Provincia de Luapula, Zambia).
Su visita es restringida debido a la cercanía de una central hidroeléctrica, con lo cual primero debe obtenerse un permiso.